# Adolf Helzel
Adolf Helzel (30. listopadu 1863, Kamenický Šenov – 22. června 1940, Kamenický Šenov) byl rakouský a český politik německé národnosti, na počátku 20. století poslanec Českého zemského sněmu.

## Biografie
Počátkem 20. století zastával funkci starosty rodného Kamenického Šenova. V této době se zapojil i do zemské politiky. Ve volbách v roce 1901 byl zvolen v kurii městské (volební obvod Bor) do Českého zemského sněmu. Politicky patřil k všeněmcům.
Politicky aktivní byl i po vzniku Československa. Roku 1924 byl jmenován do okresní správní komise v České Kamenici. Uvádí se tehdy jako sklář z Kamenického Šenova, člen Německé nacionální strany.